# Rosenhayn
 (août 2025).
Rosenhayn est une census-designated place située dans le comté de Cumberland, dans l’État du New Jersey, aux États-Unis. Lors du recensement de 2020, elle compte 1 150 habitants.